# Clayton (Californie)
Pour les articles homonymes, voir Clayton.
Clayton est une municipalité américaine du comté de Contra Costa, en Californie. Sa population était de 10 897 habitants au recensement de 2010.

## Démographie
| 1970  | 1980  | 1990  | 2000   | 2010   | - |
| ----- | ----- | ----- | ------ | ------ | - |
| 1 385 | 4 325 | 7 317 | 10 762 | 10 897 | - |

## Jumelages
Chinley, Buxworth and Brownside (Royaume-Uni)

## Source
- (en) Cet article est partiellement ou en totalité issu de l’article de Wikipédia en anglais intitulé « Clayton, California » (voir la liste des auteurs).